# Craig Wighton
Craig Ross Wighton (* 27. Juli 1997 in Dundee) ist ein schottischer Fußballspieler.

## Karriere

### Verein
In seiner Kindheit und Jugend spielte Craig Wighton beim FC Dundee. An seinem sechzehnten Geburtstag unterschrieb er seinen ersten Profivertrag. Kurz darauf später gelang ihm der Sprung in die erste Mannschaft. Sein Debüt gab er im Oktober 2013 gegen den FC Cowdenbeath, nachdem er in der 81. Spielminute für Craig Beattie eingewechselt worden war. In seinem zweiten Pflichtspiel gegen den FC Dumbarton im gleichen Monat erzielte er als bis dato jüngster Spieler in der Vereinsgeschichte mit 16 Jahren 3 Monaten und 13 Tagen ein Tor. Am Ende der Saison gelang Wighton mit der Mannschaft der Aufstieg in die 1. Liga. Der junge Stürmer war dabei mit zwei Treffern in dreizehn Ligaspartien beteiligt. In den folgenden beiden Spielzeiten wurde Wighton an Brechin City und die Raith Rovers verliehen. Nach seiner Rückkehr nach Dundee kam das Talent regelmäßig im Profikader unter Paul Hartley zum Einsatz. Im Juni 2016 unterschrieb der 18-jährige einen neuen Dreijahresvertrag. Im August 2018 wurde Wighton von Heart of Midlothian verpflichtet.

### Nationalmannschaft
Craig Wighton spielt seit der U-15 für Schottland. Größter Erfolg war mit der U-17 das Erreichen des Halbfinales bei der Europameisterschaft 2014.

## Erfolge
mit dem FC Dundee:
- Zweitligameister: 2014